# Joseph Héliodore Garcin de Tassy
Joseph Héliodore Sagesse Vertu Garcin de Tassy, né à Marseille le 1er pluviôse an II (25 janvier 1794) et mort à Marseille le 2 septembre 1878, est un orientaliste et indianiste français.

## Biographie
Il étudie les langues orientales auprès de Gabriel Taouil, interprète de Napoléon Ier, au Lycée Thiers de Marseille, à l'époque appelé « Lycée de Marseille ». Il continue d'étudier l'arabe auprès de Silvestre de Sacy avec qui il est un des fondateurs de la Société asiatique en 1822. Puis, il devient titulaire de la chaire d'indologie à l'École spéciale des langues orientales en 1828. 
Il est élu membre de l'Académie des inscriptions et belles-lettres en 1838. Le 4 avril 1856, il cautionne par sa présence, la fondation de L'Œuvre des Écoles d'Orient par Augustin Louis Cauchy et Charles Lenormant —actuellement plus connue sous le nom de L'Œuvre d’Orient. Il acceptera même d’être membre de son premier Conseil général le 25 de la même année.
Connu avant tout pour ses études sur l'islam et ses traductions de l'arabe, du turc, du persan, Garcin de Tassy est aussi le premier spécialiste en France de l'hindoustani.

## Publications
- Les Oiseaux et les Fleurs, allégories morales d'Azz-eddin Elmocaddessi, publiées en arabe avec une traduction et des notes (1821)[5]
- Exposition de la foi musulmane, traduite du turc de Mohammed ben Pir-Ali Elberkevi, avec des notes, par M. Garcin de Tassy, suivie du Pend-Nameh, poème de Saadi, traduit du persan par le même, et du Borda, poème à la louange de Mahomet, traduit de l'arabe (1822 ; 1828).
- Doctrine et devoirs de la religion musulmane, tirés textuellement du Coran, suivis de l'Eucologe musulman, traduit de l'arabe (1826).
- Conseils aux mauvais poètes, poème de Mir Taki, traduit de l'hindoustani (1826).
- Rudiments de la langue hindoustanie (1829 ; 1847). Réédition : Rudiments de la langue hindoustanie, 2e édition, adaptée aux dialectes urdu et dakhni, Duprat, Paris, 1863.
- Mémoire sur les particularités de la religion musulmane dans l'Inde, d'après les ouvrages hindoustani (1831 ; 1869).
- Les Aventures de Kamrup, par Tahcin-Uddin, traduites de l'hindoustani (1834).
- Appendice aux Rudimens de la langue hindoustani, contenant, outre quelques additions à la grammaire, des lettres hindoustani originales, accompagnées d'une traduction et de fac-simile (1833).
- Les Œuvres de Walî, publiées en hindoustani (2 volumes, 1834-36).
- Manuel de l'auditeur du cours d'hindoustani, ou Thèmes gradués, accompagnés d'un vocabulaire français-hindoustani (1836)
- Histoire de la littérature hindoui et hindoustani (2 volumes, 1839-47).
- La Rhétorique des nations musulmanes d'après le traité persan intitulé : Hadayik Ul-Balagat (1844-48). Réédition (2e édition revue et augmentée) : Maisonneuve, Paris, 1873.
- Les Séances de Haidari, récits historiques et élégiaques sur la vie et la mort des principaux martyrs musulmans, ouvrage traduit de l'hindoustani par M. l'abbé Bertrand, Suivi de l'Élégie de Miskin, traduite de la même langue par M. Garcin de Tassy (1845).
- Prosodie des langues de l'Orient musulman, spécialement de l'arabe, du persan, du turc et de l'hindustani (1848).
- Chrestomathie hindie et hindouie à l'usage des élèves de l'École spéciale des langues orientales vivantes (1849).
- Analyse d'un monologue dramatique indien (1850).
- Tableau du Kali yug ou de l'Âge de fer, par Wischnu-Dâs (1854 ; 1880).
- Mémoire sur les noms propres et les titres musulmans (1854)[6]. Réédition : Mémoire sur les noms propres et les titres musulmans, 2e édition, suivie d'une notice sur des vêtements avec inscriptions arabes, persanes et hindoustanies (1878).
- Les Femmes poètes dans l'Inde (1854).
- Chants populaires de l'Inde (1854).
- Les Auteurs hindoustanis et leurs ouvrages (1855 ; 1868). Réédition : Les Auteurs hindoustanis et leurs ouvrages d'après les biographies originales, Ernest Thorin, Paris, 1968.
- La Poésie philosophique et religieuse chez les Persans. Le Langage des oiseaux (1856 ; 1860 ; 1864)
- Mantic Uttaïr, ou le Langage des oiseaux, poème de philosophie religieuse, par Farid-Uddin Attar, publié en persan[7] (1857 ; 1863). Réédition : La Conférence des oiseaux. Farîd Uddîn Attâr. Traduit du persan par Garcin de Tassy, Albin Michel, Paris, 1996.
- La Doctrine de l'amour, ou Taj-Ulmuluk et Bakawali, roman de philosophie religieuse, par Nihal Chand de Dehli, traduit de l'hindoustani (1858).
- Le Bostan, poëme moral de Saadi, analyse et extraits[8] (1859).
- Description des monuments de Delhi en 1852 d'après le texte hindoustani de Saïyid Ahmad Khan (1863).
- Un chapitre de l'histoire de l'Inde musulmane, ou Chronique de Scher Schah, sultan de Delhi (1865).
- Histoire de la littérature hindouie et hindoustanie (3 volumes, 1870-71).
- La Langue et la littérature Hindoustanes en 1871 (1872).
- Science des religions. L'Islamisme, d'après le Coran, l'enseignement doctrinal et la pratique (1874).
- La Langue et la Littérature hindoustanies en 1876 (1876)[9]
- Allégories, récits poétiques et chants populaires, traduits de l'arabe, du persan, de l'hindoustani et du turc (1876).
- La Langue et la littérature Hindoustanes en 1870, A. Labitte et Maisonneuve et Cie, Paris, 1971.
- Bag o bahar, le Jardin et le printemps, poème hindoustani (1878). Réédition : Institut national des langues et civilisations orientales, Paris, 1973 puis Éd. Libretto, 2017, sous le titre Les aventures des quatre derviches.  (ISBN 978-2-369-14387-1)
- Saadi, auteur des premières poésies hindoustani, Journal asiatique 1843, réédition en 2006 in La Danse de l'âme. Odes mystiques et quatrains retrouvés des soufis Ibn al-Fârid - Hâtif Isfahâni - Hâfiz Djâmi - Saadi - Bâbâ Tâhir, Éditions InTexte, coll. « D'Orient et d'Occident », 2006,  (ISBN 978-2-951-49867-9) 93 p.

Ouvrages traduits
- Farid Ud-Din Attar. The Conference of the Birds (Mantiq Ut-Tair). Rendered into English from the literal and complete French translation of Garcin de Tassy by C. S. Nott, The Janus Press, Londres, 1954.
- Muslim Festivals in India and Other Essays. Translated and edited by M. Waseem, Oxford University Press, Delhi, 1995.